# (214) Aschera
(214) Aschera – planetoida z pasa głównego asteroid, okrążająca Słońce w ciągu 4 lat i 80 dni, w średniej odległości 2,61 j.a. Została odkryta 29 lutego 1880 roku w Austrian Naval Observatory (Pula, półwysep Istria) przez Johanna Palisę. Nazwa planetoidy pochodzi od sydońskiej bogini Aszery.